# Barbacoll carablanc
El barbacoll carablanc (Hapaloptila castanea) és una espècie d'ocell de la família dels bucònids (Bucconidae) i única espècie del gènere Hapaloptila. Habita la selva humida de l'oest dels Andes, a Colòmbia, oest de l'Equador i nord-oest del Perú.